# Boulengerula
Boulengerula là một chi động vật lưỡng cư trong họ Caeciliidae, thuộc bộ Gymnophiona. Chi này có 7 loài và 14% bị đe dọa hoặc tuyệt chủng.

## Hình ảnh

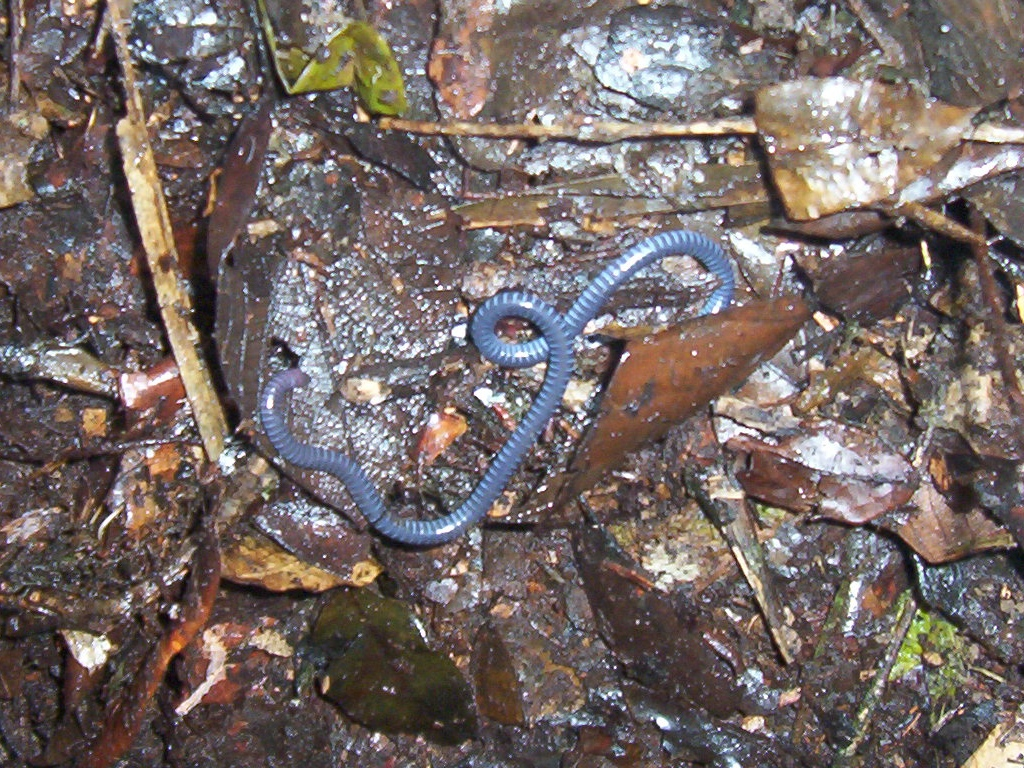